# Mihovo
Mihovo este o localitate din comuna Šentjernej, Slovenia, cu o populație de 99 de locuitori.